# Peromyia autumnalis
Peromyia autumnalis är en tvåvingeart som beskrevs av Jaschhof 2001. Peromyia autumnalis ingår i släktet Peromyia och familjen gallmyggor. Inga underarter finns listade i Catalogue of Life.